# Fyrdimensionellt rum

En tvådimensionell projektion av en tesserakt brukar användas för att illustrera den fjärde dimensionen.

Fyrdimensionellt rum, vanligen förkortat 4D, är det rumsperspektiv där längd, bredd, djup och en extra dimension, kallad fjärde dimensionen, uppfattas.

## Geometri
Fjärde dimensionen är ett begrepp i geometri som ett komplement till de tre rumsdimensionerna: endimensionellt rum (1D), tvådimensionellt rum (2D) och tredimensionellt rum (3D). Riktningarna i detta rum kallas ana (grekisk för 'upp') och kata (grekisk för 'ner').

## Matematik
Med fyrdimensionell, menas inom matematiken fyra rymddimensioner, som är ett område i höjd, bredd, djup och fjärde dimensionen.

## Fysik
Inom fysiken diskuteras flera "rymddimensioner" och i dessa fall skulle den fjärde dimensionen kunna vara riktning. Enligt relativitetsteorin räknas dimensionen tid och sådan 4D kallas för rumtid. En fjärde rumsdimension får då ses som den femte dimensionen.

## Bio
Bio med fysiska effekter, såsom vattenskvätt, lukt och vibrationer (som skapar ytterligare en "dimension") brukar kallas för 4D-bio.